# Roewe RX5 Max
Roewe RX5 Max – samochód osobowy typu SUV klasy średniej produkowany pod chińską marką Roewe w latach 2019–2022.

## Historia i opis modelu

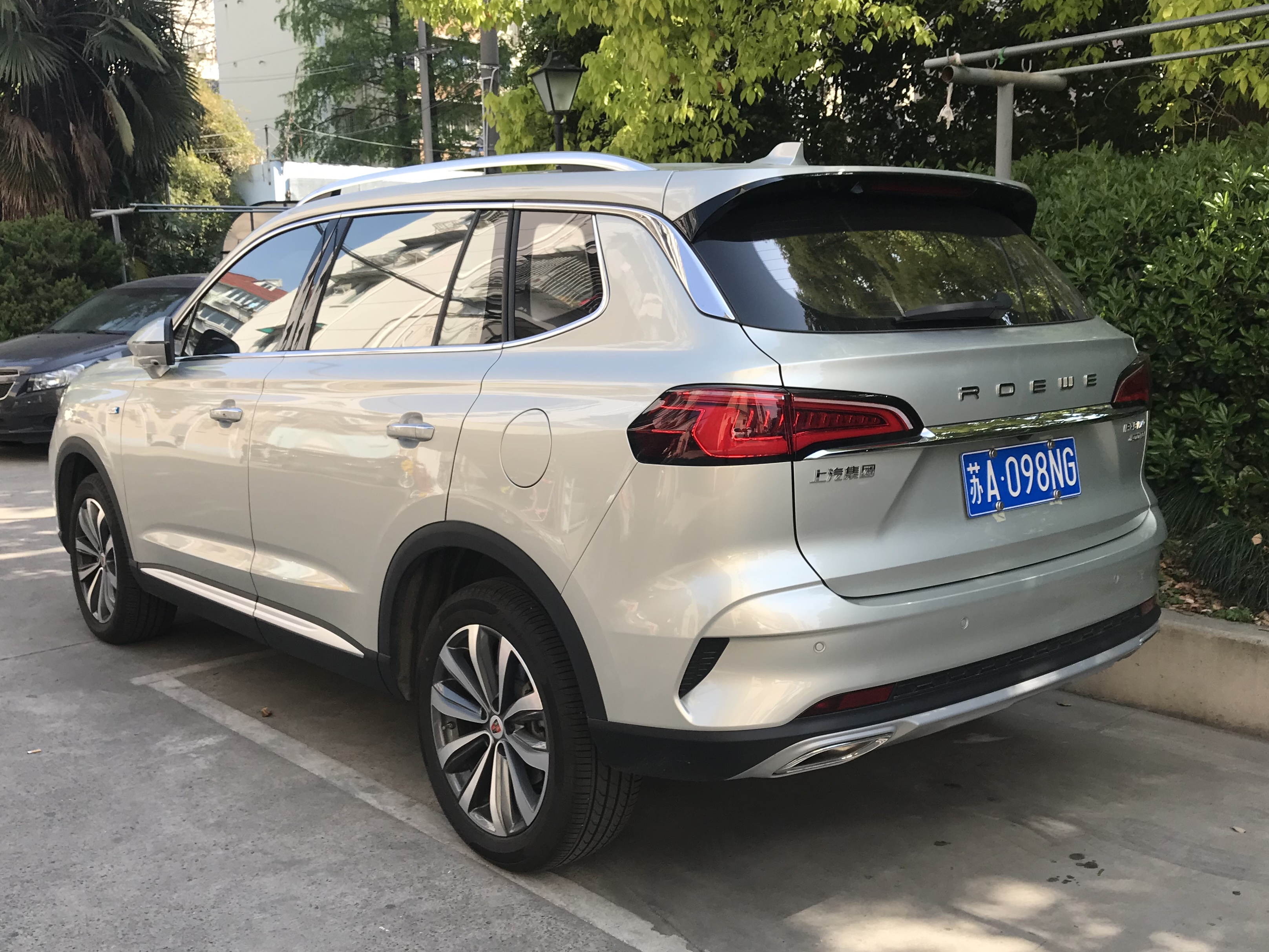
Roewe RX5 Max - tył

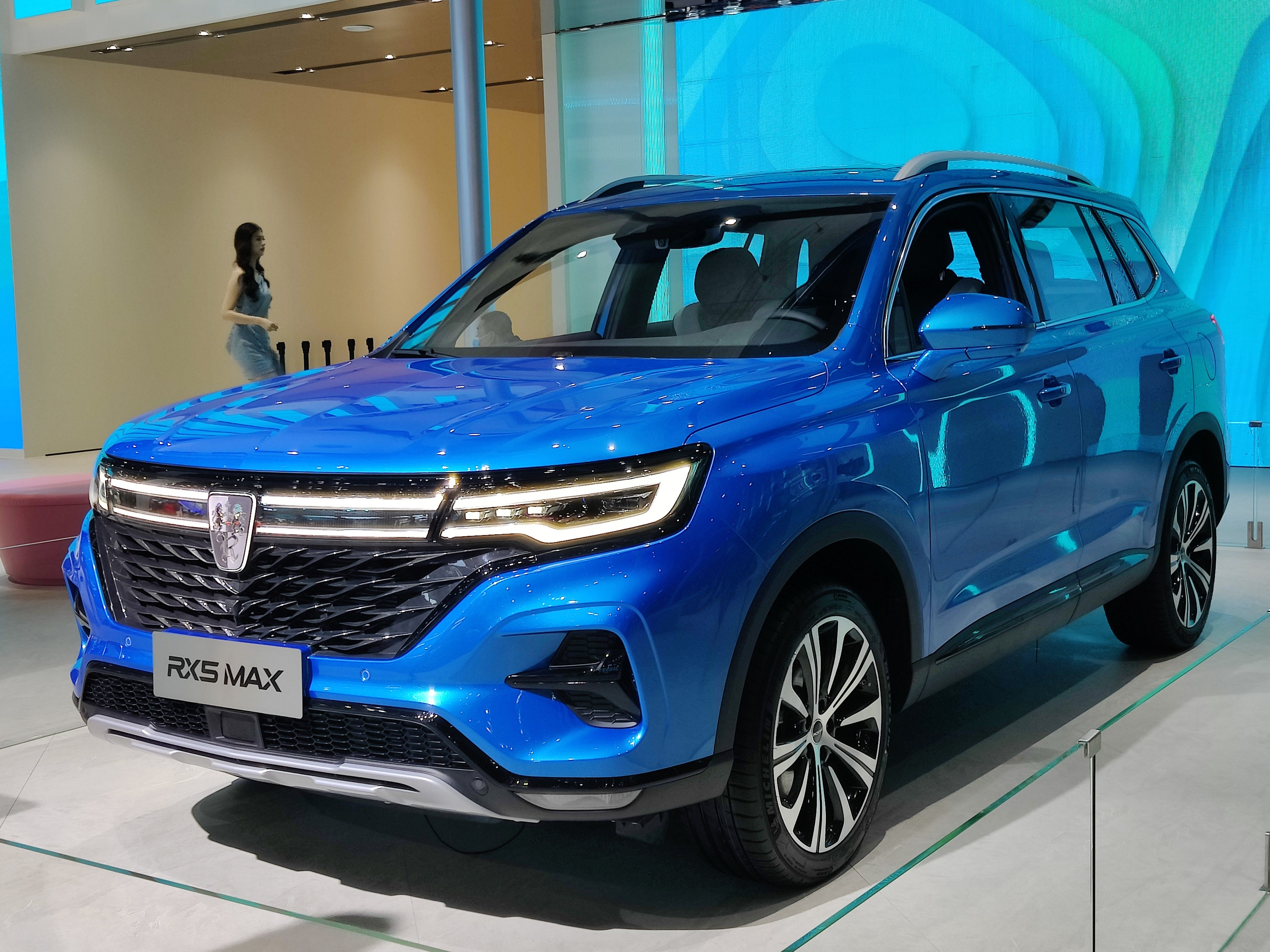
Roewe RX5 Max po liftingu

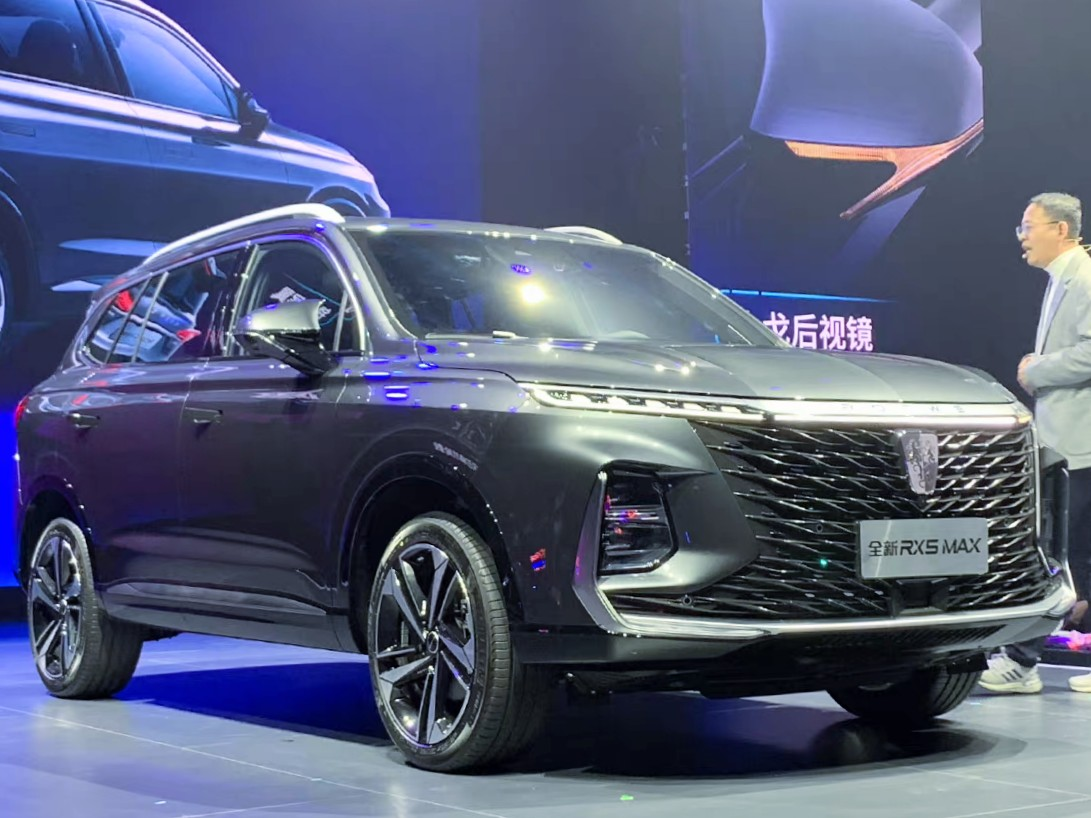
Roewe RX5 Max po drugim liftingu

Studyjną zapowiedzią nowego, średniej wielkości SUV-a Roewe mającego docelowo uplasować się między modelami RX5 i RX8, był prototyp Roewe Max Concept przedstawiony w kwietniu 2019 roku podczas wystawy samochodowej w Szanghaju.  Dwa miesiące później producent potwierdził, że samochód trafi w nieznacznie zmodyfikowanej postaci do seryjnej produkcji jako Roewe RX5 Max.
Oficjalna premiera pojazdu odbyła się we wrześniu 2019 roku. Pod kątem wizualnym RX5 Max w obszernym zakresie nawiązywał do większego RX8, wyróżniając się masywną chromowaną atrapą chłodnicy, foremną i kanciastą sylwetką z dużą ilością chromowanych akcentów i dwuczęściowymi lampami tylnymi. Oświetlenie wykonano w pełni w technologii LED.

### RX5 eMax
W listopadzie 2019 roku ofertę wariantów napędowych Roewe RX5 Max poszerzyła także odmiana hybrydowa typu plug-in, która zyskała przydomek Roewe RX5 eMax. 
169-konny silnik spalinowy o pojemności 1.5l połączono ze 122-konnym elektrycznym, łącznie rozwijając maksymalnie 200 km/h i 100 km/h w 7,8 sekundy. Bateria o pojemności 16,6 kWh pozwala przejechać na jednym ładowaniu do 70 kilometrów.

### Restylizacje
W listopadzie 2020 roku Roewe RX5 Max przeszło pierwszą, kosmetyczną w zakresie restylizację nadwozia. Przyniosła ona zmiany w kształcie atrapy chłodnicy, gdzie pomiędzy reflektorami pojawił się charakterystyczny świetlny pas wykonany w technologii LED. Ponadto, zmodyfikowano także wygląd zderzaków, a także tylnych lamp.
Niespełna rok później Roewe zdecydowało się ponownie, tym razem w znacznie obszerniejszym zakresie, zmodernizować RX5 Max. Samochód otrzymał zupełnie nowy wygląd pasa przedniego upodabniający go do debiutującego równolegle modelu Whale, wyróżniając się rozległą atrapą chłodnicy i dwupoziomowymi reflektorami.

### Sprzedaż
W przeciwieństwie do mniejszego RX5, Roewe RX5 Max oferowane jest wyłącznie na wewnętrznym rynku chińskim. Samochód pozycjonowany jest jako jeden z droższych SUV-ów w ofercie, a jego sprzedaż rozpoczęła się jesienią 2019 roku.

### Silniki
- R4 1.5l Turbo
- R4 2.0l Turbo